# Nalokson
Nalokson – organiczny związek chemiczny, lek opioidowy używany głównie w lecznictwie zamkniętym. Jest odwrotnym agonistą wszystkich trzech receptorów opioidowych(µ > κ ⩾ δ). Znosi działanie ośrodkowe i obwodowe zarówno endogennych, jak i egzogennych opioidów takie jak: depresję oddechową, zwężenie źrenic, niedociśnienie, sedację oraz zaparcia. Lek sam w sobie nie wywołuje silnego efektu farmakologicznego. Nie powoduje uzależnienia ani nie wywołuje zjawiska tolerancji lekowej.

## Zastosowanie
- Znoszenie działania opioidowych leków przeciwbólowych

Nalokson ma zastosowanie kliniczne głównie w zwalczaniu zatruć spowodowanych bezwzględnym i względnym przedawkowaniem opioidów. Stosowany również w różnicowaniu śpiączki od ostrego zatrucia opioidami, w anestezjologii po przeprowadzeniu znieczulenia ogólnego z użyciem narkotycznych leków przeciwbólowych (między innymi, po dokanałowym – podpajęczynówkowym lub zewnątrzoponowym – podaniu opioidów morfinopodobnych), w odwracaniu depresji ośrodka oddechowego noworodków spowodowanej podaniem rodzącej kobiecie narkotycznych leków przeciwbólowych podczas porodu (podanie i.v. rodzącej, przed podwiązaniem pępowiny, lub dopępowinowo przed lub po podwiązaniu; po podwiązaniu w dawce 10 µg/kg m.c. noworodka).
- Profilaktyka i leczenie zaparć

Lek wykorzystywany jest w złożonych preparatach doustnych, zawierających oksykodon (najczęściej w tabletkach o przedłużonym uwalnianiu), w celu przeciwdziałania zaparciom wywołanym przez opioid. Nalokson przeciwdziała wiązaniu się oksykodonu z receptorami opioidowymi znajdującymi się w ścianie jelita, czego efektem jest brak stymulacji mięśniówki gładkiej układu pokarmowego. Stosowany jest również w zatruciach lub przy przedawkowaniu loperamidu. Wykazuje działanie antagonistyczne w stosunku do dekstrometorfanu.
- Diagnostyka oraz leczenie uzależnień

Nalokson stosowany jest w diagnostyce w celu wykrycia narkomanii. W celach leczniczych podawany jest podjęzykowo w preparatach złożonych zawierających buprenorfinę. Nalokson stosowany jest w leczeniu substytucyjnym uzależnienia od opioidów u osób po 15. rż. Metoda polega na zniechęceniu do dożylnego przyjmowania opioidów. Podczas podawania drogą podjęzykową nalokson nie znosi działania buprenorfiny ze względu na silny efekt pierwszego przejścia tego leku.
- Określanie roli peptydów opioidowych w przewodzeniu bólu

Używany jest jako substancja narzędziowa do określania roli peptydów opioidowych, w szczególności w mechanizmie przewodzenia bólu
- Leczenie zespołu niespokojnych nóg.[6]

## Dawkowanie[7]

### Zatrucie opioidami

#### Dorośli
Zazwyczaj lek podaje się drogą dożylną (w stanach zagrożenia życia jedynie tą drogą). Początkowa dawka to od 400 do 2000 mikrogramów. W razie potrzeby dawkę tę można powtarzać w odstępach od 2 do 3 minut, do momentu gdy pacjent odzyska miarowy oddech oraz świadomość. Jeśli po podaniu 10 mg nie nastąpiła poprawa, prawdopodobnie przyczyna dolegliwości jest inna niż zatrucie substancjami opioidowymi.

#### Dzieci
Początkowa jednorazowa dawka dla dzieci wynosi zazwyczaj 10 mikrogramów na kilogram masy ciała. W razie potrzeby możliwe jest podanie dodatkowej, dziesięciokrotnie wyższej dawki, wynoszącej 100 mikrogramów na kilogram masy ciała.
W przypadku gdy niemożliwe jest podanie leku dożylnie, należy go stosować domięśniowo lub podskórnie w dawkach podzielonych.

### Wyprowadzanie ze znieczulenia wywołanymi opioidami

#### Dorośli
Zazwyczaj podaje się od 100 do 200 mikrogramów drogą dożylną (czyli od 1,5 do 3 mikrograma na kilogram masy ciała). Niekiedy potrzebne jest podanie dodatkowej dawki leku w ciągu 1–2 godzin drogą domięśniową. Nalokson można też podawać we wlewie dożylnym.

#### Dzieci
Zwykle dawka dla dzieci wynosi 10 mikrogramów na kilogram masy ciała. Podobnie jak przy zatruciu opioidami można w razie potrzeby podać dodatkową dawkę w ilości 100 mikrogramów na kilogram masy ciała. Można podawać domięśniowo i podskórnie w razie niemożności uzyskania drogi dożylnej.

#### Znoszenie depresji ośrodka oddechowego u noworodków, spowodowanej podaniem rodzącej opioidowych leków przeciwbólowych podczas porodu
Przed podaniem niezbędne jest upewnienie się, czy zachowana jest drożność dróg oddechowych.
Podaje się domięśniowo, dożylnie lub podskórnie 10 mikrogramów na kilogram masy ciała. W razie potrzeby dawkę można powtórzyć po 2–3 minutach.
Możliwe jest również podanie jednorazowej dawki 200 mikrogramów (to jest ok. 60 mikrogramów na kilogram masy ciała).

### Różnicowanie zatrucia opioidami
Zazwyczaj na stwierdzenie, czy źródłem dolegliwości, z którymi zgłosił się pacjent, jest zatrucie opioidem, jest możliwe po podaniu 0,5 mikrograma na kilogram masy ciała dożylnie.

### Leczenie substytucyjne uzależnienia od opioidów
Dawka ustalana indywidualnie.

## Farmakokinetyka
Efekty pojawiają się zazwyczaj w ciągu od 0,5 do 2 minut po podaniu dożylnym lub 3 minut po podaniu domięśniowy. Czas półtrwania wynosi 1-1,5/64 ±12 min u osoby dorosłej oraz 3,1 ±0,5 h u noworodka.
Po podaniu doustnym lub podjęzykowym stężenie naloksonu we krwi jest niemal niewykrywalne. Wynika to z bardzo silnego efektu pierwszego przejścia.
Metabolizm leku zachodzi w wątrobie. Większość wydalana jest w moczu w ciągu 72 godzin.
Lek ten przenika z krążenia matczynego do krążenia płodowego.

## Przeciwwskazania
Nadwrażliwość na którykolwiek ze składników produktu leczniczego, w którego składzie jest nalokson
Niewydolność serca, nerek lub wątroby oraz zespół odstawienia

## Działania niepożądane
W dużych dawkach (rzędu kilku mg) istnieje możliwość wystąpienia drgawek, gdyż nalokson hamuje przekaźnictwo GABA-ergiczne powodując obniżenie progu drgawkowego. Może wyzwalać objawy abstynencyjne u osób uzależnionych. W okresie pooperacyjnym mogą wystąpić: niedociśnienie lub nadciśnienie tętnicze, częstoskurcz komorowy, migotanie komór, duszność, obrzęk płuc, zatrzymanie czynności serca, lub przy podaniu zbyt dużej dawki leku pobudzenie oraz nasilenie odczuwania bólu. W przypadku nagłego odwrócenia depresji wywołanej opioidami mogą wystąpić: nudności, wymioty, tachykardia, nadmierna potliwość, drżenia, drgawki, wzrost ciśnienia tętniczego, częstoskurcz komorowy, migotanie komór, obrzęk płuc, zatrzymanie czynności serca. Działania niepożądane mogą również wystąpić u noworodków matek, które były uzależnione. Są to drgawki, uporczywy płacz, nasilenie odruchów (rzadko obserwowano pobudzenie i parestezje).